# Vinter-X Games Aspen 2024
Vinter-X Games Aspen 2024 arrangerades i Aspen i Colorado i USA mellan den 26 och 28 januari 2024. Det tävlades i freestyle och snowboard.

## Medaljörer

### Freestyle

#### Herrar
| Gren         | Guld            | Silver         | Brons         |
| Slopestyle   | Birk Ruud       | Alex Hall      | Mac Forehand  |
| Superpipe    | Alex Ferreira   | Nico Porteous  | Hunter Hess   |
| Big air      | Troy Podmilsak  | Alex Hall      | Daniel Bacher |
| Knuckle Huck | Colby Stevenson | Henrik Harlaut | Jesper Tjäder |

#### Damer
| Gren         | Guld           | Silver              | Brons         |
| Slopestyle   | Tess Ledeux    | Mathilde Gremaud    | Giulia Tanno  |
| Superpipe    | Eileen Gu      | Zoe Atkin           | Amy Fraser    |
| Big air      | Tess Ledeux    | Anastasija Tatalina | Rell Harwood  |
| Knuckle Huck | Olivia Asselin | Rell Harwood        | Sarah Höfflin |

### Snowboard

#### Herrar
| Gren         | Guld           | Silver           | Brons         |
| Slopestyle   | Redmond Gerard | Mark McMorris    | Mons Røisland |
| Superpipe    | Scotty James   | Ruka Hirano      | Kaishu Hirano |
| Big air      | Taiga Hasegawa | Hiroaki Kunitake | Mons Røisland |
| Knuckle Huck | Liam Brearley  | Zeb Powell       | Darcy Sharpe  |

#### Damer
| Gren         | Guld          | Silver         | Brons          |
| Slopestyle   | Mia Brookes   | Kokomo Murase  | Reira Iwabuchi |
| Superpipe    | Chloe Kim     | Mitsuki Ono    | Cai Xuetong    |
| Big air      | Kokomo Murase | Reira Iwabuchi | Anna Gasser    |
| Knuckle Huck | Kokomo Murase | Annika Morgan  | Egan Wint      |

## Medaljtabell
*   Värdland ( USA)
| Nr                   | Nation               | Guld | Silver | Brons | Totalt |
| -------------------- | -------------------- | ---- | ------ | ----- | ------ |
| 1                    | USA*                 | 5    | 4      | 4     | 13     |
| 2                    | Japan                | 3    | 5      | 2     | 10     |
| 3                    | Kanada               | 2    | 1      | 2     | 5      |
| 4                    | Frankrike            | 2    | 0      | 0     | 2      |
| 5                    | Storbritannien       | 1    | 1      | 0     | 2      |
| 6                    | Norge                | 1    | 0      | 2     | 3      |
| 7                    | Kina                 | 1    | 0      | 1     | 2      |
| 8                    | Australien           | 1    | 0      | 0     | 1      |
| 9                    | Schweiz              | 0    | 1      | 2     | 3      |
| 10                   | Sverige              | 0    | 1      | 1     | 2      |
| 11                   | Nya Zeeland          | 0    | 1      | 0     | 1      |
| 11                   | Ryssland             | 0    | 1      | 0     | 1      |
| 11                   | Tyskland             | 0    | 1      | 0     | 1      |
| 14                   | Österrike            | 0    | 0      | 2     | 2      |
| Totalt (14 nationer) | Totalt (14 nationer) | 16   | 16     | 16    | 48     |